# Michael Zerbes
Michael Zerbes (ur. 13 września 1944 w Dreźnie) – niemiecki lekkoatleta, sprinter, medalista mistrzostw Europy z 1966. W czasie swojej kariery reprezentował Niemiecką Republikę Demokratyczną.
Specjalizował się w biegu na 400 metrów. Zdobył brązowy medal w sztafecie 4 × 400 metrów na mistrzostwach Europy w 1966 w Budapeszcie (sztafeta NRD biegła w składzie: Jochen Both, Günter Klann, Zerbes i Wilfried Weiland). Startował również w biegu na 400 metrów, ale odpadł w eliminacjach.
Na igrzyskach olimpijskich w 1968 w Meksyku odpadł w ćwierćfinale biegu na 400 metrów, a sztafeta 4 × 400 metrów z jego udziałem została wyeliminowana w przedbiegach.
Był mistrzem NRD w biegu na 400 metrów w 1968, wicemistrzem w 1966 i 1970 oraz brązowym medalistą w 1967. Zdobywał srebrne medale w sztafecie 4 × 400 metrów w latach 1969 i 1970.  Był również halowym wicemistrzem w biegu na 400 metrów w 19689.
Kilkakrotnie poprawiał rekord NRD w biegu na 400 metrów do wyniku 45,6 s (10 sierpnia 1968 w Erfurcie). Był to pierwszy rezultat poniżej 46 sekund osiągnięty przez zawodnika z NRD. Dwukrotnie poprawiał rekord NRD w sztafecie 4 × 400 metrów do czasu 3,05,5 (29 lipca 1970 w Erfurcie).